# Colgar chlorospilum
Colgar chlorospilum är en insektsart som först beskrevs av Walker 1870.  Colgar chlorospilum ingår i släktet Colgar och familjen Flatidae. Inga underarter finns listade i Catalogue of Life.